# Pseudatomoscelis
Pseudatomoscelis is een geslacht van wantsen uit de familie van de Miridae (Blindwantsen). Het geslacht werd voor het eerst wetenschappelijk beschreven door Bertil Robert Poppius in 1911.

## Soorten
Het genus bevat de volgende soorten:

- Pseudatomoscelis flora (Van Duzee, 1923)
- Pseudatomoscelis insularis T. Henry, 1991
- Pseudatomoscelis nubila T. Henry, 2002
- Pseudatomoscelis seriatus (Reuter, 1876)